# Sierra de Aguas Vivas
La sierra de Aguas Vivas es una pequeña sierra ubicada en el municipio español de Cáceres. Se ubica inmediatamente al noroeste del casco antiguo de la ciudad y en su parte meridional se ha desarrollado el distrito Oeste. Es una prolongación un poco alejada de la sierra de la Mosca, ubicada al otro lado de la ciudad; las sierras de la Mosca y Aguas Vivas, junto con numerosas colinas menores, forman los llamados Alcores de Cáceres, un conjunto de colinas ubicadas en el centro de la penillanura trujillano-cacereña, sobre las cuales se ha desarrollado la ciudad. Para diferenciarla de la sierra de la Mosca, la de Aguas Vivas es coloquialmente conocida en la ciudad como «La Sierrilla», que realmente es el nombre del pico de esta sierra más cercano a la ciudad.
Su altitud máxima es de 523 metros, e incluye los altos del Cerro Otero, el Monte Abuela y la Sierrilla, entre otros. Su nombre vendría dado por los manantiales que abastecían el antiguo cauce de agua que limita este entorno por su lado este, en la vaguada que hoy en día ocupa el Parque del Príncipe en su mayor parte, y que tuvieron gran importancia en el pasado de Cáceres. Dada su cercanía a la ciudad y a los numerosos caminos públicos que la recorren, es un lugar apreciado entre los cacereños para el esparcimiento y la práctica de deporte al aire libre.

## Geología

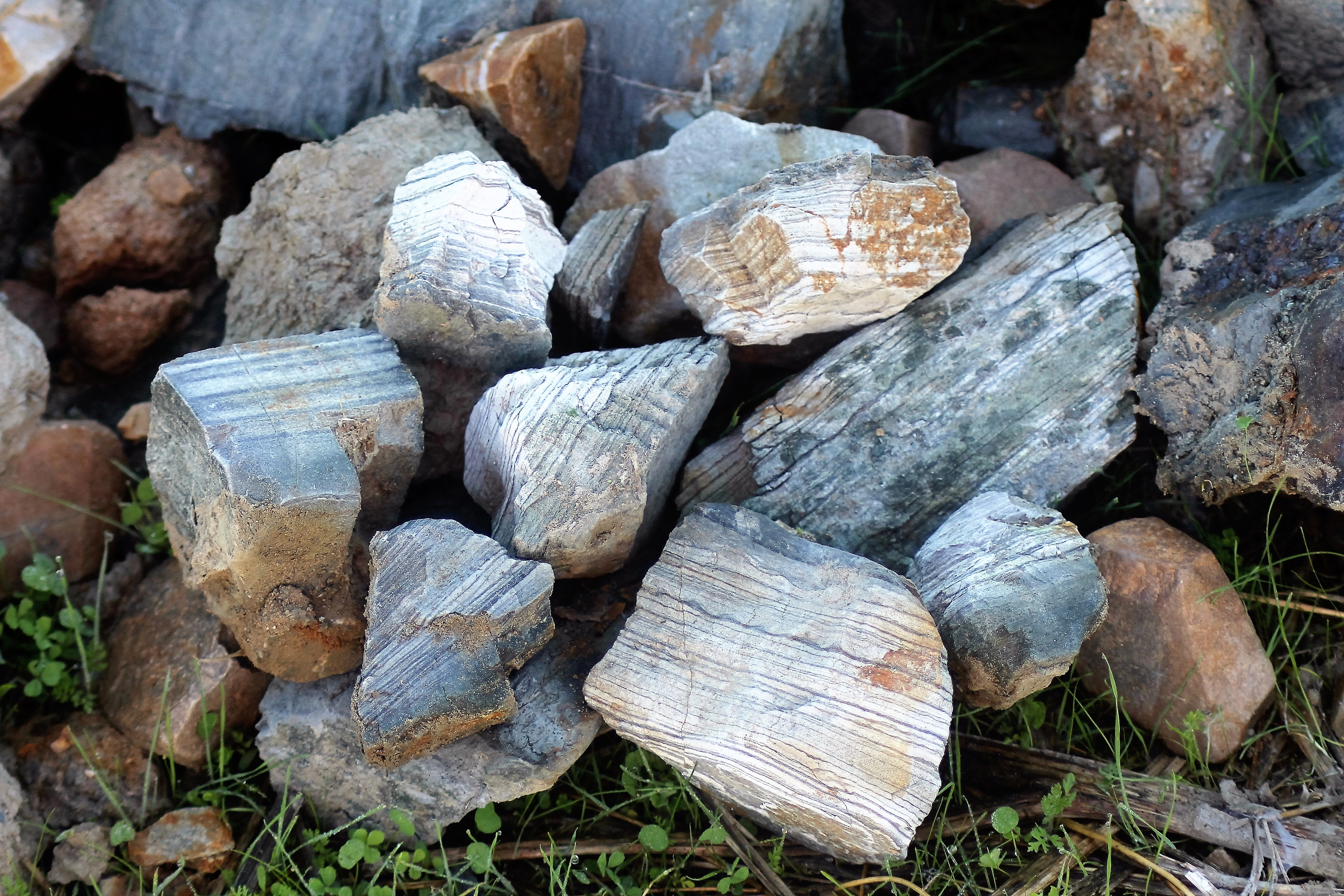
Esquistos paleozoicos

La Sierra de Aguas Vivas forma parte del sinclinal paleozoico de Cáceres, un conjunto de materiales geológicos antiguos, datados entre el Ordovícico inferior y el Carbonífero inferior, y que son los causantes del relieve del conjunto de la Sierra de la Mosca. Destacan cuarcitas, pizarras, esquistos y rocas areniscosas. La cuarcita, por su dureza y resistencia, son las que predominan en las zonas altas de la sierra, mientras que las zonas bajas y vaguadas son ocupadas por los estratos de rocas más blandas. La cara norte de la sierra entra en contacto con los materiales precámbricos del anticlinal extremeño, y que forma el típico paisaje ondulado de la penillanura cacereña. Los restos paleontológicos son relativamente abundantes en algunos de sus estratos: icnofósiles, skolithos y cruzianas en la cuarcita armoricana, y restos de braquiópodos, ortocéridos y graptolites, en las ampelitas y areniscas silúricas. Estas evidencias fósiles son especialmente visibles en el entorno de la Ronda Norte. Todos ellos son fauna típica del paleozoico inferior y que son comunes en otros sinclinales de las sierras cacereñas, como las de San Pedro o las sierras de las Villuercas. Los cortes sobre el terreno provocados por la Ronda Norte también dejan ver fallas importantes, como la que puede observarse desde la rotonda de la carretera del Casar de Cáceres, sobre los estratos de la cuarcita armoricana.

## Flora

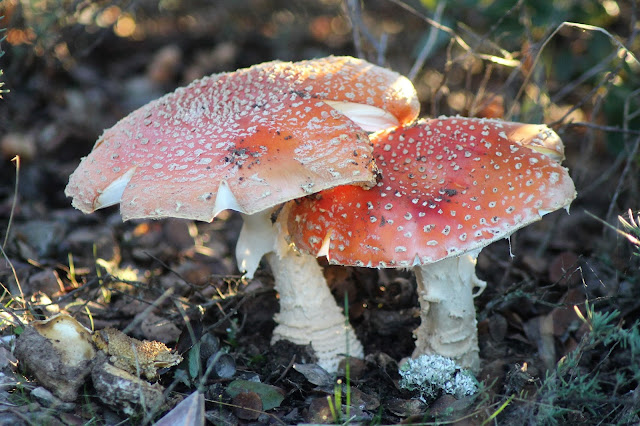
Amanita Muscaria en Aguas Vivas

Las especies reconocibles son propias del bosque y el matorral mediterráneo. Predominan dentro de las especies arbóreas la encina y el alcornoque, así como acebuches, piruétanos y majuelos. Hay enclaves de pino piñonero y olmos y como especie cultivada predomina el olivo. El monte bajo está dominado por especies como la retama, el cantueso, la jara, la estepa blanca, el brezo y el torvisco. Durante la primavera, entre marzo y principios de mayo, es fácil encontrar también algunas especies de orquídeas, como la Orchis champagneuxii, Ophrys tenthredinifera, Orchis conica, Serapias lingua y de forma más excepcional, la Orchis papilionacea. El entorno tiene también gran riqueza micológica, destacando especies comestibles como el parasol (Macrolepiota procera), el champiñón silvestre o la senderuela, presentes en las zonas más adehesadas. Dominan por lo demás, los lactarios como el falso níscalo, la matamoscas (Amanita muscaria), estrellas de tierra, Pisolithus, y algunas especies de boletus.
Una peculiaridad interesante de la zona a nivel botánico es la presencia puntual del zumaque (Rhus coriaria) en la vertiente norte de la sierra, muy posiblemente como resto asilvestrado de su cultivo en otras épocas para aprovechar sus cualidades en el curtido de cuero.

## Fauna

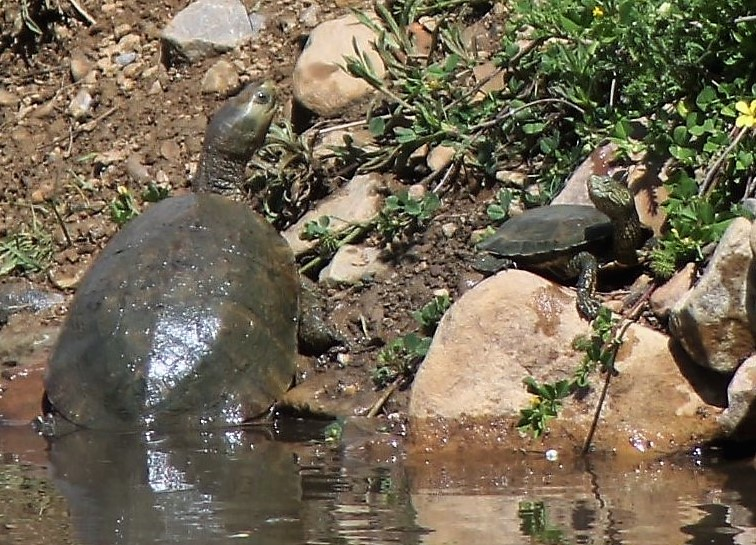
Galápago leproso

En este entorno es fácil encontrar dentro de la fauna ornitológica, especies propias de la dehesa como el rabilargo, la paloma turca, el abejaruco, la cogujada, la cigüeña blanca y rapaces como el cernícalo primilla, el milano negro y el águila calzada, durante la época estival. La liebre, el erizo y el ratón de campo son bastante comunes en este entorno. Dentro de la fauna herpetológica, podemos encontrar la lagartija colilarga y la salamanquesa común en muros y roquedos, la culebra bastarda, así como la culebra de agua (Natrix natrix) y el galápago común, en las charcas y arroyos estacionales. Los anfibios más frecuentes son el sapo común, el sapo de espuelas y la rana común. Dentro de los invertebrados destaca la escolopendra. 

## Impacto humano
La proximidad a la localidad de Cáceres hace que todo el entorno sufra un impacto antrópico nada desdeñable. Desde muy antiguo, algunas de sus vaguadas fueron utilizadas como explotaciones agrarias pequeñas, por la presencia de varias fuentes que permitían cursos de agua estacionales como el arroyo de Aguas Vivas. Las principales fuentes son Fuente Hinche, la Fuente de la Madrila o Fuente Barba, algunas de ellas remotándose al menos hasta el siglo XVIII. Pascual Madoz cita que una de ellas, la fuente de Aguas Vivas, se reedificó en 1739 bajo el reinado de Felipe V. Estas fuentes eran utilizadas como abrevaderos de ganado y lavaderos de ropa hasta los años setenta del pasado siglo. Su importancia se registra incluso en el folklore popular local, con la fiesta de las lavanderas, celebrada en el 28 de febrero y restaurada recientemente. Los antiguos pilones y lavaderos aún están presentes en algunas de ellas. La sierra es atravesada de norte a sur por una cañada real utilizada antiguamente para la ganadería trashumante. El actual aprovechamiento agropecuario está limitado al monocultivo de olivo y zonas de dehesa para uso ganadero y como cotos de caza. Hoy en día, la Sierra de Aguas Vivas recupera su valor ambiental como parte del pulmón verde de la ciudad de Cáceres. 

## Riesgos ambientales
Por la cercanía a la ciudad, la degradación de la zona y los riesgos ambientales son elevados. El crecimiento de Cáceres hacia esta zona hizo que parte de las laderas más próximas a la localidad se volviesen suelo edificable, sustituyendo antiguos olivares y huertas por urbanizaciones como la R-66 o la Sierrilla y creando espacios verdes nuevos en antiguas fincas como el Olivar de los Frailes. Algunas de las zonas más elevadas y frecuentadas de la sierra sufren ocasionalmente vertidos ilegales, y la basura de plásticos, latas, pañuelos y otros desechos se acumulan en algunos de esos puntos, producto de botellones al aire libre. La acción humana, junto a la abundante presencia de monte bajo y de espacios escasamente desbrozados, han originado pequeños incendios forestales en los últimos años que han afectado algunos enclaves de la antigua cañada real, dañando la superficie arbolada. Por último, el vandalismo también se hace sentir en el patrimonio histórico que representan las fuentes de la zona.
El mantenimiento de este entorno ha sido motivo de diversas intervenciones por parte del Ayuntamiento de Cáceres. A partir del año 2000 la Universidad Popular municipal restauró algunas de las antiguas fuentes edificadas en el arroyo de Aguas Vivas, incluyendo Fuente Hinche, Fuente Bárbara y la fuente de la Madrila,  y el Ayuntamiento ha incluido varios de sus senderos dentro de las rutas naturales del municipio. En los últimos años otras asociaciones municipales y colegios de la localidad han puesto a la Sierra de Aguas Vivas entre sus objetivos educativos para la concienciación ciudadana y el cuidado del entorno a través de campañas de conocimiento, divulgación y limpieza de la sierra.